# Yeltsin Tejeda
Yeltsin Tejeda (Limón, 17 de março de 1992), é um futebolista costarriquenho que atua como volante. Atualmente, joga pelo Herediano.